# エディタ
エディタ（またはエディター、editor）は、コンピュータ上で各種のオブジェクトを編集するソフトウェア。単にエディタという場合、テキストエディタを指すことがある。

## エディタの種類
- テキストエディタ
  - スクリーンエディタ - テキストエディタを参照されたい。
  - ラインエディタ
  - ストリームエディタ
  - HTMLエディタ
  - ソースコードエディタ
- バイナリエディタ
- リンケージエディタ
- レジストリエディタ
- グラフィックエディタ
- サウンドエディタ
- 分子エディタ